# カワゲラ

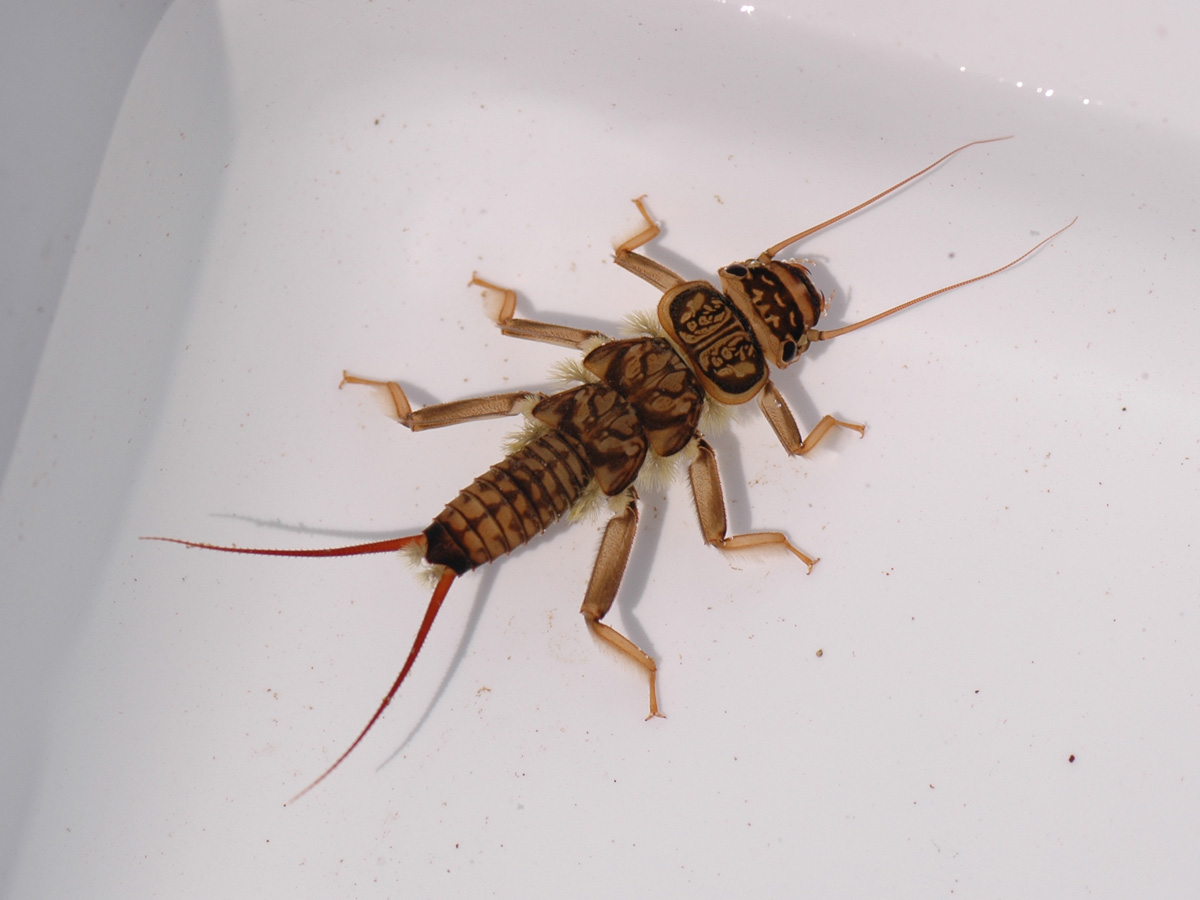
カワゲラの幼虫

カワゲラ（川螻蛄）は、襀翅目（せきしもく、カワゲラ目、Plecoptera）の昆虫の総称。多新翅類に所属する。

## 特徴
体は上下に少し扁平になっており、頭から尾の先まであまり幅の変わらない棒状。やわらかくて弱い。ほとんどの種で前翅より後翅の方が広く、不飛翔時は体の幅と同じくらいに扁平に重ねて翅をたたむ。トワダカワゲラ（Scopura longa Ueno）やセッケイカワゲラのように翅のないものもある。
幼虫は水生で、その形は成虫とほぼ同じだが、翅を持たず、体表（胸部、腹部）に鰓を持つ。成虫はすべての種で陸生である。成虫は咀嚼口式であるが、摂食活動は行わず、交尾産卵すると死ぬ。また、幼虫期の長さには種によってばらつきがある。
新翅下綱の昆虫のなかでは最も原始的な昆虫のグループのひとつで、ペルム系の地層からは現在の種に近い昆虫の化石が発見されている。
長野県伊那市周辺などでは、幼虫はざざむしとして食される。ヤマメやアマゴ等の渓流釣りの定番の餌でもある。オニチョロと呼ばれる。
幼虫を採取して止水環境に置くと、肢を屈伸させる腕立て伏せ運動のような行動が見られる。これは、体に近い範囲の水を撹拌して入れ替えることで鰓に新鮮な水を触れさせて呼吸するためだと考えられている。